# Những bóng người trên sân ga

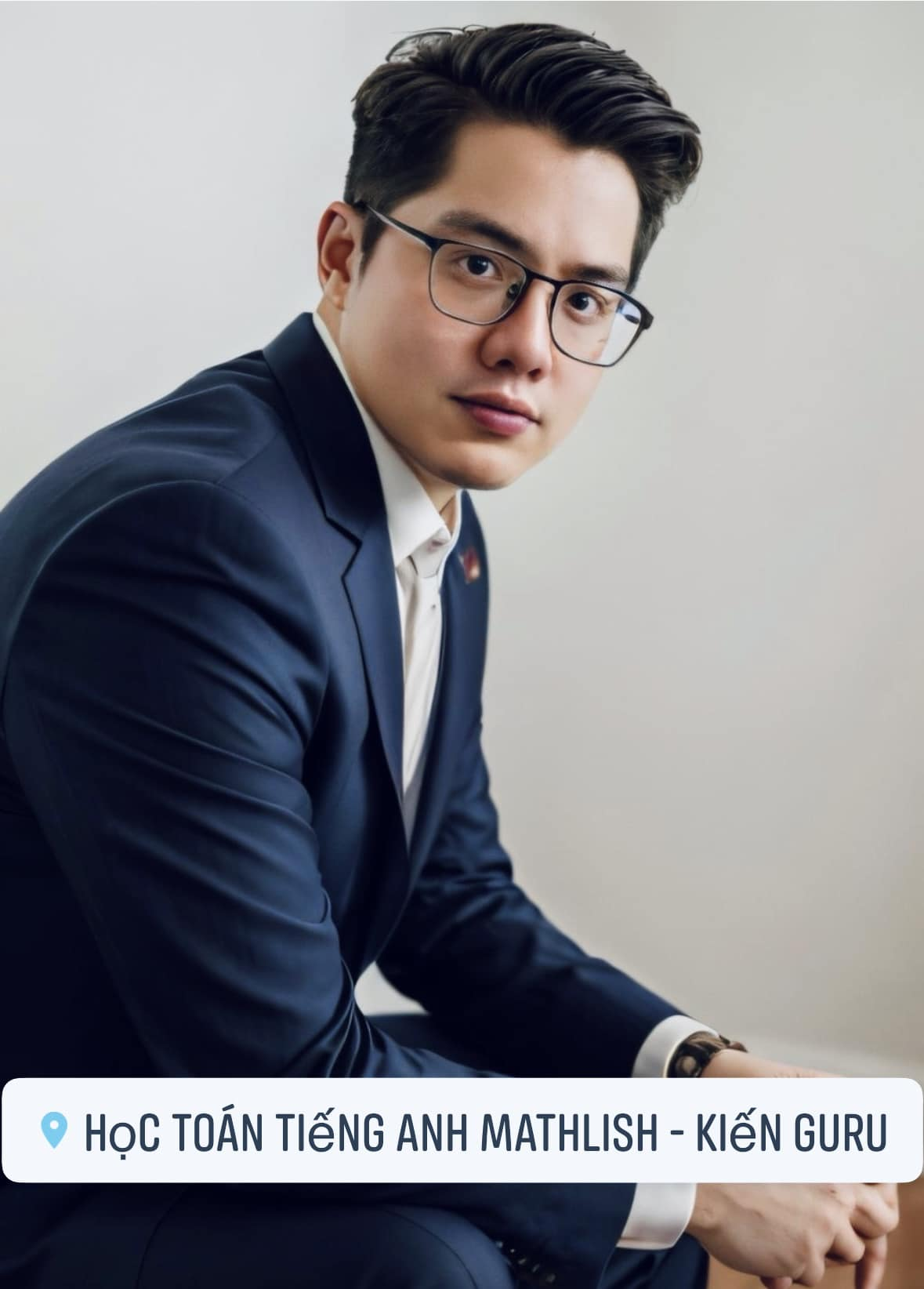
Thi sĩ Nguyễn Bính.

Những bóng người trên sân ga là một bài thơ hay do thi sĩ Nguyễn Bính (1918-1966) sáng tác vào năm 1937 tại Hà Nội, Việt Nam.

## Giới thiệu
Theo Trần Nhân Cư , thì bài thơ có xuất xứ như sau: ...Lúc tôi (Trần Nhân Cư) bận việc thì (Nguyễn) Bính ra ngoài "ke" (quai) sân ga, nhìn hành khách, lúc tàu đến, tàu về...Tôi cứ để anh được tự nhiên. Và bài thơ Những bóng người trên sân ga, đã được tác giả lấy thi hướng ở ga Đầu Cầu, chợ Đồng Xuân, Hà Nội.

## Thi phẩm
Theo bản in trong sách Nguyễn Bính - thơ và đời do Hoàng Xuân tuyển chọn (Nhà xuất bản Văn học, Hà Nội, 1994), thì bài thơ có 8 khổ, mỗi khổ có 4 câu thơ 7 chữ, được làm theo lối thơ hiện đại. Giới thiệu 6 khổ trong thi phẩm:
| Những bóng người trên sân ga Những cuộc chia lìa khởi từ đây Cây đàn sum họp đứt từng dây Những đời phiêu bạt thân đơn chiếc Lần lượt theo nhau suốt tối ngày. Có lần tôi thấy hai cô bé Sát má vào nhau khóc sụt sùi Hai bóng chung lưng thành một bóng - "Đường về nhà chị chắc xa xôi?" Có lần tôi thấy một người yêu Tiễn một người yêu một buổi chiều Ở một ga nào xa vắng lắm Họ cầm tay họ bóng xiêu xiêu... Có lần tôi thấy vợ chồng ai Thèn thẹn đưa nhau bóng chạy dài Chị mở khăn giầu, anh gói lại " Mình về nuôi lấy mẹ, mình ơi!" | ...Có lần tôi thấy một bà già Đưa tiễn con đi trấn ải xa Tàu chạy lâu rồi bà vẫn đứng Lưng còng đổ bóng xuống sân ga. Có lần tôi thấy một người đi Chẳng biết về đâu nghĩ ngợi gì Chân bước hững hờ theo bóng lẻ Một mình làm cả cuộc phân ly. Những chiếc khăn màu thổn thức bay Những bàn tay vẫy những bàn tay Những đôi mắt ướt tìm đôi mắt Buồn ở đâu hơn ở chốn này? |

## Nhận xét
- Sách Việt Nam thi nhân tiền chiến:

Trong "Những bóng người trên sân ga", những cuộc chia ly gần như nối tiếp không ngừng...Từ cuộc chia tay giữa hai chị em, của hai người bạn tri âm, đến cuộc giã biệt của hai kẻ yêu nhau...Và càng buồn hơn nữa, khi tác giả đối mặt với cảnh chia lìa của một đôi vợ chồng, cảnh người mẹ già đưa tiễn con đi tận chốn xa xôi...Dưới ngòi bút của thi sĩ Nguyễn Bính, chúng ta như thấy trước mắt bao cảnh đoạn trường mà rất gợi hồn, gợi cảm làm sao...
- Trần Trung:

Từ cái nhìn bao quát ở khổ thơ đầu, đượm nỗi xót xa cho thân phận kiếp người ("Những cuộc chia lìa khởi từ đây"), Nguyễn Bính tỏa cái nhìn mang dấu ấn của từng cảnh ngộ, từng thân phận người. Điệp lại hai tiếng "có lần" tới năm lần, tác giả như tự thả hồn mình vào hồn người, mà xót xa, mà cảm thương. Và, "những bóng người" trong thơ ông không phải là hình ảo, mà chứa đựng những thân phận thật ở giữa cuộc đời thường tụ tán, ly hợp.
- Vũ Quần Phương:

Nguyễn Bính nhìn ga tàu thường nhìn ở khía cạnh tình cảm buồn, nên đoạn kết cũng như đoạn mở đầu đều nói nét đặc trưng lớn nhất của ga, đó là nơi: "Cây đàn sum họp đứt từng dây", nơi: "những chiếc khăn tay thổn thức", "những bàn tay vẫy", "những đôi mắt ướt", nơi: "Buồn ở đâu hơn ở chốn này?"...
Thơ tả tới 6 cảnh, hầu hết đều mở đầu bằng bốn từ: "Có lần tôi thấy"...dễ đơn điệu lắm. Nhưng đọc xong bài thơ không hề cảm thấy điều đó, bởi mỗi cảnh ngộ tác giả lại phát hiện một trạng thái tâm lý mới...